# Strangalia veracruzana
Strangalia veracruzana là một loài bọ cánh cứng trong họ Cerambycidae.